# Akatsuki (destroyer, 1932)
Pour les articles homonymes, voir Akatsuki.
L'Akatsuki (暁) était un destroyer, navire de tête de sa classe en service dans la Marine impériale japonaise entre 1932 et 1942.

## Historique
À sa mise en service, l'Akatsuki est affecté dans la 6e division de destroyers (1re flotte) en compagnie de ses navires jumeaux Inazuma, Hibiki et Ikazuchi, participant aux opérations lors de la deuxième guerre sino-japonaise.

### Seconde Guerre mondiale

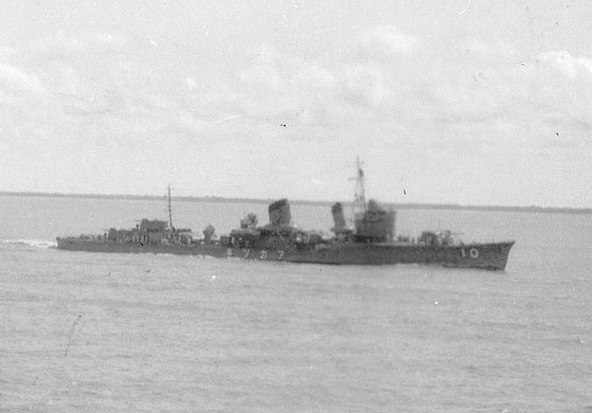
LAkatsuki dans le fleuve Yangzi Jiang en Chine, en août 1937.

Au moment de l'attaque de Pearl Harbor, l'Akatsuki est affecté à la 6e division de destroyers de la 1re flotte et déployé depuis le district de garde de Mako pour couvrir les opérations de débarquements en Malaisie britannique, dans les Indes orientales néerlandaises, lors de l'invasion de Java et des Philippines.
Après un retour à l'arsenal naval de Yokosuka en mars 1942, l'Akatsuki fut réaffecté aux opérations nordiques et déployé à partir du district de garde d'Ōminato, appuyant la force nordique de l'amiral Boshiro Hosogaya pendant la campagne des Aléoutiennes, en patrouillant dans les eaux de Kiska et d'Attu en juin et juillet. Il remorqua le Hibiki de Kiska à Paramushiro, dans les îles Kouriles.
Après des patrouilles entre les îles Kouriles et Aléoutiennes jusqu'au début d'août, il est réaffecté comme escorte pour les nouveaux porte-avions Zuihō et Unyō, qu'il accompagne à Truk, avant d'effectuer des missions dans les îles Salomon et de retourner au district naval de Kure.
À partir d'octobre, l'Akatsuki effectue des « Tokyo Express » à travers les îles Salomon.
Le 25 octobre 1942, les Akatsuki, Ikazuchi et Shiratsuyu menèrent un raid de jour dans les eaux de « Ironbottom Sound », au large de Guadalcanal. Dans l'action qui s’ensuivit, le dragueur de mines rapide USS Zane (en) fut endommagé, le remorqueur USS Seminole (en) et le patrouilleur YP-284 furent coulés avant que les navires japonais ne soient chassés par l'artillerie côtière de l'United States Marine Corps. L'Akatsuki subit des dégâts légers lorsque sa tourelle d'artillerie n ° 3 fut touchée par l'artillerie côtière, tuant quatre membres d'équipage.
Trois semaines plus tard, l'Akatsuki dans la zone de « Ironbottom Sound », en compagnie des cuirassés Hiei et Kirishima. Dans la nuit du 12 au 13 novembre 1942, lors de la bataille navale de Guadalcanal, cette unité rencontra une force opérationnelle composée de destroyers et de croiseurs de l'US Navy. Opérant sur le flanc droit des cuirassés japonais, l'Akatsuki fut souvent crédité du torpillage de l'USS Atlanta. Mais son chef torpilleur, Michiharu Shinya - l'un de ses rares survivants - déclara plus tard sans équivoque que l'Akatsuki fut submergé par des coups de feu avant de pouvoir lancer une torpille. Peu de temps après avoir illuminé l'Atlanta, il fut gravement endommagé par des tirs américains avant de couler près de l'île de Savo, à la position géographique 9° 17′ S, 159° 56′ E, emportant la quasi-totalité des 197 membres d'équipage. Les 18 survivants furent capturés par les forces américaines avant d'être emprisonnés dans le camp de prisonniers de guerre de Featherston en Nouvelle-Zélande.
Il fut rayé des listes de la marine le 15 décembre 1942.